# Sisiger Spitz
Der Sisiger Spitz ist ein 1914 m ü. M. hoher Gipfel im Kanton Schwyz.

## Geografie
Der Sisiger Spitz ist der östlichste Gipfel in der Chlingenstockkette. Der Berg hat drei steile, durch Grate getrennte Flanken. Über den West- und den Südostgrat verläuft die Grenze zwischen den Gemeinden Riemenstalden und Muotathal. Im Südosten liegt in einem Moor der Quellbereich des Riemenstaldnerbachs. Über die Höchi (1487 m), den Bergsattel einen Kilometer südöstlich des Gipfels, führt eine Fahrstrasse aus dem Riemenstaldnertal nach Muotathal.
Die Grashalden an den drei Seiten des Berges werden bis in grosse Höhe als Viehweide genutzt. Im Gebiet nördlich des Sisiger Spitz’ liegen die Alpen Tröligen, wo sich die regionale Alpkäserei befindet, und Laubgarten. Die Bergweiden gehören der Oberallmeindkorporation Schwyz, ebenso wie die Weideflächen Sisiger Plangg und Sisiger Boden am steilen Südhang unter dem Berg, die zum Areal des Alpbetriebs Goldplangg gehören und von einem Älpler der Genossame Ingenbohl bewirtschaftet werden.
Die Besteigung des Berges ist als anspruchsvolle Tour über die drei steilen Grate mit einigen exponierten Stellen (bis T6) möglich.